# Freeport (Illinois)
Freeport é uma cidade localizada no estado americano de Illinois, no Condado de Stephenson.

## Demografia
Segundo o censo americano de 2000, a sua população era de 26.443 habitantes.
Em 2006, foi estimada uma população de 25.254, um decréscimo de 1189 (-4.5%).

## Geografia
De acordo com o United States Census Bureau tem uma área de
29,6 km², dos quais 29,6 km² cobertos por terra e 0,0 km² cobertos por água.

## Localidades na vizinhança
O diagrama seguinte representa as localidades num raio de 20 km ao redor de Freeport.